# Carlos Jiménez Villarejo
Carlos Jiménez Villarejo (Màlaga, 3 de juny de 1935) és un advocat i polític espanyol, que va exercir de Fiscalia Especial Anticorrupció entre 1995 i 2003 així com de diputat al Parlament Europeu per Podem el 2014.

## Biografia
Llicenciat en Dret per la Universitat de Granada, pertany a una família de juristes (el seu germà José va ingressar en la carrera judicial arribant a ser magistrat del Tribunal Suprem i la seva neboda Trinidad, també llicenciada en Dret, va ser ministra d'Afers exteriors i de Cooperació en Espanya). Va ingressar per oposició lliure en la carrera fiscal. Amb 27 anys, el 1962 (en plena dictadura franquista) el van nomenar advocat fiscal en l'Audiència Territorial de Barcelona.
A principis de la dècada de 1970, va militar en l'oposició antifranquista. El 1972 va ser cofundador de l'associació Justícia Democràtica i per aquests anys també va militar en el PSUC. El 1973 va sofrir un trasllat forçós a Osca per la defensa dels drets humans. Com a membre de la Fiscalia de l'Estat participà en el processament dels antics dirigents de Banca Catalana el 1984.
El 1985 Jiménez Villarejo va recomanar d'empresonar un dels membres de la Crida per haver demanat que els serveis de Renfe fossin en català. En la dècada de 1980, en la seva tasca com a fiscal, va interposar una querella a Jordi Pujol pel cas Banca Catalana, que finalment va acabar amb un sobreseïment judicial dels consellers del banc.
El 1987 va ser fiscal cap de l'Audiència Provincial de Barcelona i el 1995 va assumir la prefectura de la Fiscalia Especial Anticorrupció, lloc del qual va cessar el 2003. Aquest cessament imposat durant el Govern del PP el va dur a la jubilació voluntària. Jurista demòcrata i d'esquerres especialitzat en la lluita contra els paradisos fiscals. És col·laborador habitual de l'organització ciutadana ATTAC a favor de l'abolició dels centres de blanqueig de diners.

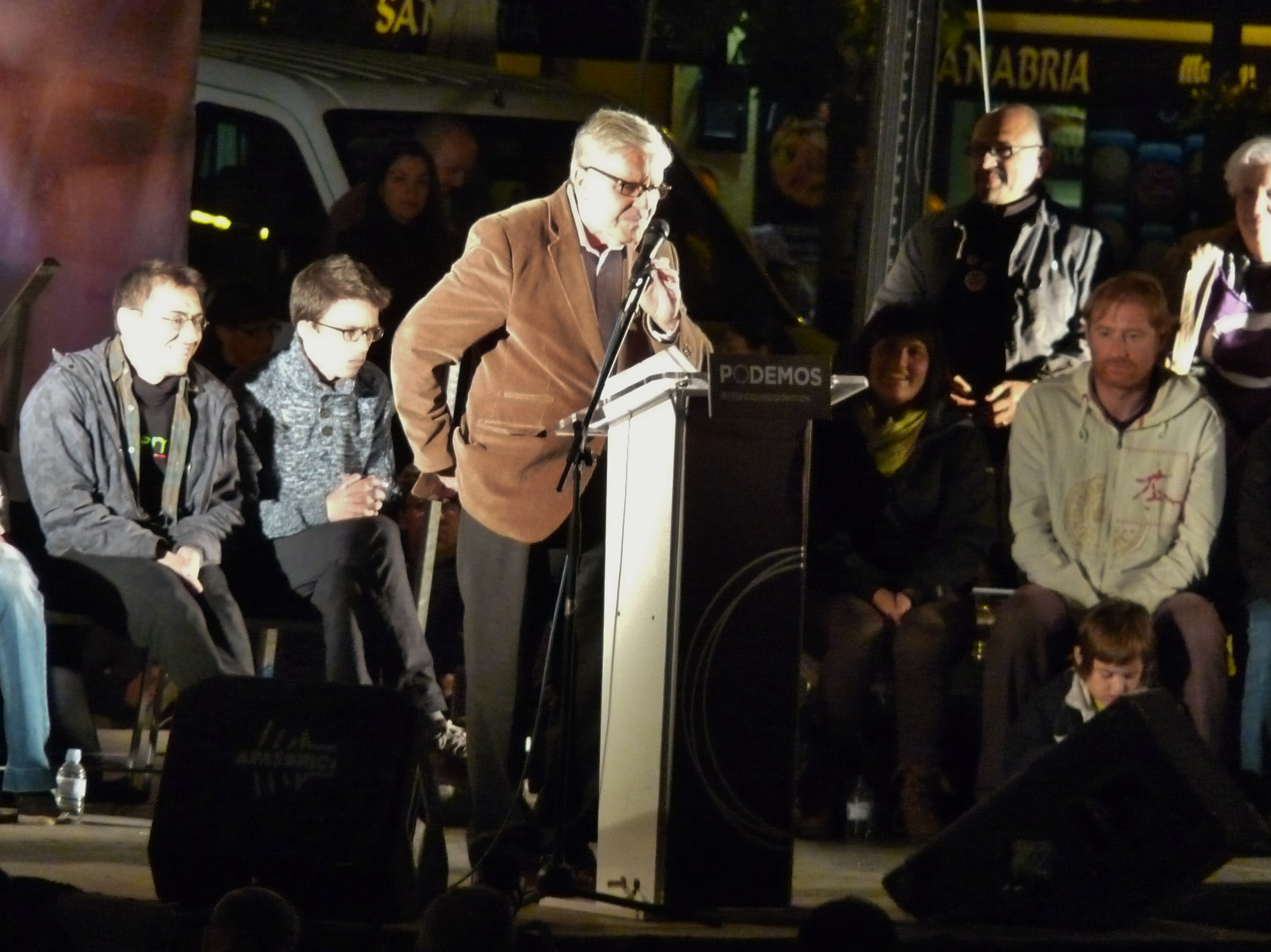
Carlos Jiménez Villarejo, el maig de 2014

A les eleccions al Parlament de Catalunya de 2006 i a les de 2012 va participar en la candidatura per Barcelona d'ICV-EUiA. L'abril de 2010 fou guardonat amb la Creu de Sant Jordi per part de la Generalitat de Catalunya.
A les eleccions al Parlament Basc de 2012 va donar suport públicament a la candidatura d'Ezker Batua-Berdeak. L'octubre de 2012 signà, juntament amb un centenar de professionals, un manifest a favor del federalisme espanyol i en contra la independència de Catalunya.
A les eleccions al Parlament Europeu de 2014 es va presentar a les primàries obertes de Podem, va concórrer en el tercer lloc de la llista resultant, i va aconseguir l'acta d'eurodiputat, encara que havia declarat que hi concorria «per impulsar el partit» i que «en cap cas anirà al Parlament Europeu encara que surti elegit». El 17 de juliol de 2014 va deixar el seu escó, havent assistit únicament a 2 sessions plenàries com a eurodiputat.
El novembre de 2017 Miquel Iceta va fer públic que l'inclouria en les llistes del PSC a les eleccions al Parlament de Catalunya de 2017.

### Memòria històrica
Jiménez Villarejo s'ha identificat amb la defensa de la Llei de Memòria Històrica. L'any 2008 va ser elegit, a proposta del mateix jutge, membre del grup d'experts encarregat de recerca de fosses comunes i la identificació de les víctimes en el sumari contra els crims del franquisme promogut pel jutge Baltasar Garzón.
En aquest sentit Carlos Jiménez Villarejo és membre fundador de la Plataforma contra la Impunitat, una plataforma impulsada per un grup de ciutadans amb l'objectiu de lluitar perquè es faci justícia i per a evidenciar la impunitat de què gaudeixen els qui, des de les més altes instàncies de l'Estat, s'oposen al fet que s'investiguin els milers de casos d'homes i dones assassinats i desapareguts per haver estat fidels a la legalitat de la República i es concedeixi als seus descendents el dret a saber on es troben i a donar-los digna sepultura.

## Obres
- Denis Robert, La justice ou le chaos, Stock, 1996. Entrevistes i retrats de set jutges anticorrupció: Bernard Bertossa, Edmondo Bruti Liberati, Gherardo Colombo, Benoît Dejemeppe, Baltasar Garzón Real, Carlos Jiménez Villarejo, Renaud Van Ruymbeke (Denis Robert és el periodista que descobrí l'escàndol Clearstream)

## Articles publicats
- «Problemas derivados de la internacionalización de la delincuencia económica»[Enllaç no actiu], número 61, Estudios de Derecho Judicial, 2004.
- «Órganos especializados en relación con el crimen organizado. Audiencia Nacional. Fiscalía especial. Policía judicial»[Enllaç no actiu], número 2, Cuadernos de Derecho Judicial, 2001.
- «Transnacionalización de la delincuencia y persecución penal»[Enllaç no actiu], número 6, Estudios de Derecho Judicial, 1997.